# Маргуэт-Мем
Маргуэ́т-Мем (фр. Margouët-Meymes) — коммуна во Франции, находится в регионе Юг — Пиренеи. Департамент — Жер. Входит в состав кантона Эньян. Округ коммуны — Миранд.
Код INSEE коммуны — 32235.

## География

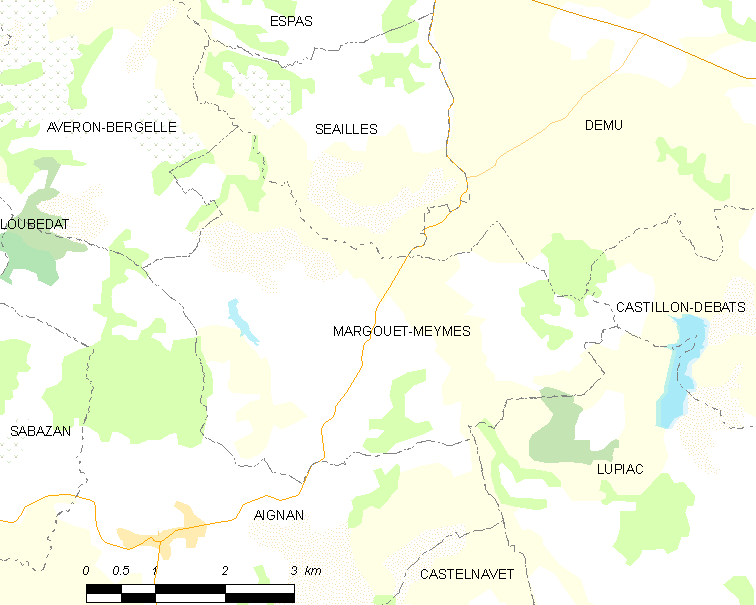
Карта коммуны

Коммуна расположена приблизительно в 600 км к югу от Парижа, в 110 км западнее Тулузы, в 40 км к западу от Оша.
По территории коммуны протекает река Дуз.

## Климат
Климат умеренно-океанический. Лето жаркое и немного дождливое, температура часто превышает 35 °С. Зимой часто бывает отрицательная температура и ночные заморозки. Годовое количество осадков — 700—900 мм.

## Население
Население коммуны на 2010 год составляло 195 человек.
| 1962 | 1968 | 1975 | 1982 | 1990 | 1999 | 2010 |
| ---- | ---- | ---- | ---- | ---- | ---- | ---- |
| 302  | 302  | 231  | 207  | 185  | 174  | 195  |

## Администрация
| Период | Период | Фамилия             | Партия | Примечания |
| ------ | ------ | ------------------- | ------ | ---------- |
| 2001   | 2014   | Беатрис Ториньяк    |        |            |
| 2014   | 2020   | Надин Жюстрабо-Оэнь |        |            |

## Экономика
В 2010 году среди 107 человек трудоспособного возраста (15-64 лет) 76 были экономически активными, 31 — неактивными (показатель активности — 71,0 %, в 1999 году было 71,7 %). Из 76 активных жителей работали 73 человека (40 мужчин и 33 женщины), безработных было 3 (1 мужчина и 2 женщины). Среди 31 неактивных 10 человек были учениками или студентами, 10 — пенсионерами, 11 были неактивными по другим причинам.